# Senmuth
Валерий «Senmuth» (родился 24 января 1973 года) — московский музыкант-мультиинструменталист, исполняющий экспериментальную гитарную музыку с использованием этнических музыкальных инструментов и электроники. Часто сотрудничает с другими музыкантами и является участником российских групп Теночтитлан и neNasty. Музыкальный стиль Senmuth’а берет начало в дум-метале, индастриал метале, индастриале и этнической музыке, но его новые альбомы являются более спокойными и прогрессивными. Он утверждает, что взял себе псевдоним в честь египетского архитектора и чиновника XVIII династии Сенмута.

## Музыкальная карьера
Заниматься сочинением музыки Senmuth начал ещё в школе, а свою музыкальную карьеру в 1996 году в проекте Anima. (При этом сам Senmuth не считает свои занятия музыкой карьерой, а себя — профессиональным музыкантом).
Совместно с молодой пензенской вокалисткой Анастасией Туренковой основывает проект neNasty, в рамках которого они выпустили 2 альбома и сингл.

В 2004 году совместно с Eresh (чистый вокал), Lefthander (гроул, музыка) и Brutal Harry (музыка) создаёт проект «Tenochtitlan», посвященный древним культурам Мезоамерики. Параллельно с этим в том же 2004 году начал выпускать альбомы под собственным псевдонимом «Senmuth», причем сам Валерий охарактеризовал свой новый проект как «логическое и идейное продолжение моих творческих и музыкальных поисков в рамках проекта Anima». Сам проект Anima был распущен, поскольку: 
Достигнув определенного уровня развития и признания, я почувствовал стагнацию и попытался расширить жанровые границы, разнообразить формы подачи материала, повысить уровень реализации идей, к тому же под именем Anima в последнее время стало слишком много коллективов, вносящих диссонанс в восприятии у слушателей настоящей Anima.

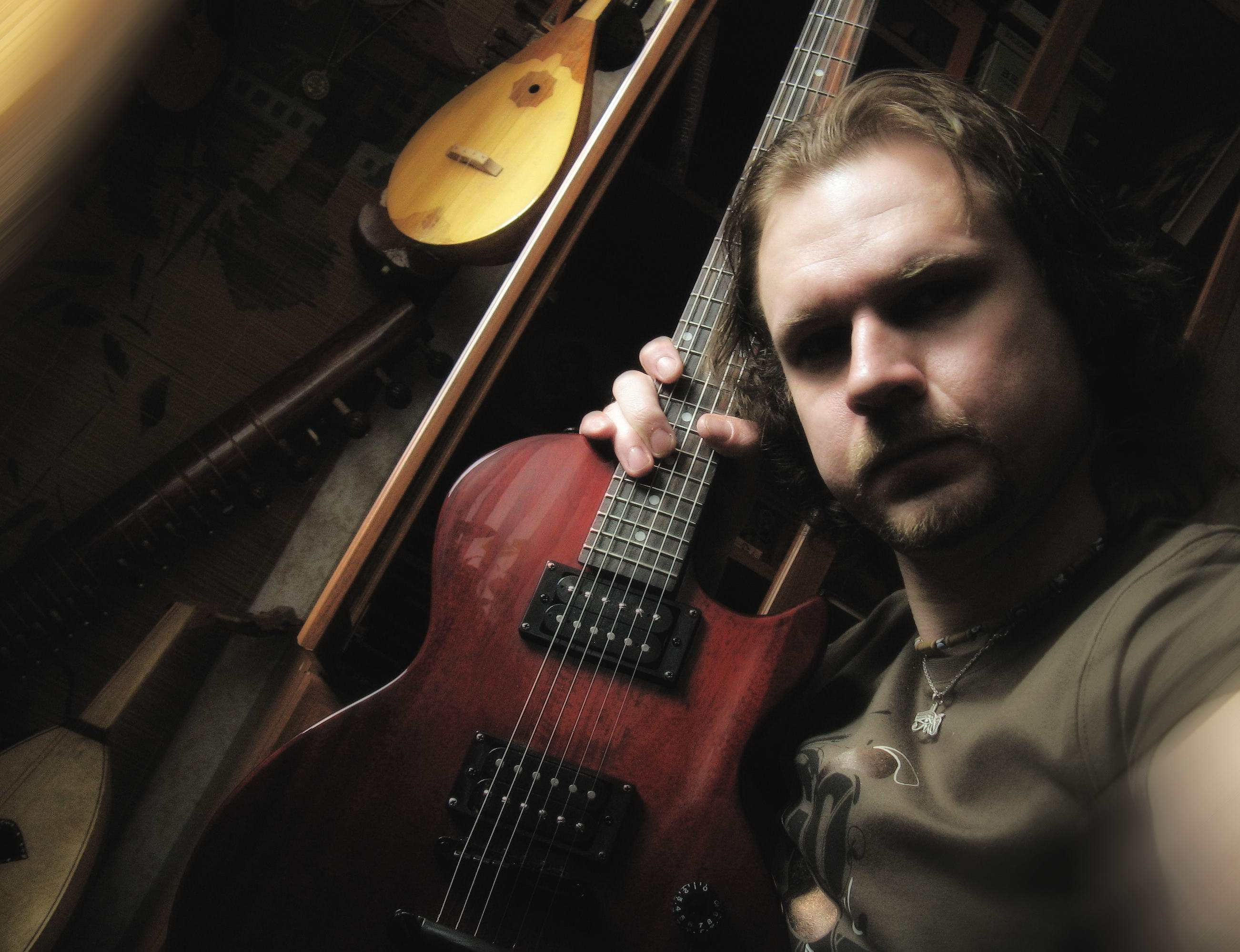
Senmuth

Ещё в период работы над Anima и другими проектами Валерий начал увлекаться историей Египта, и когда новорожденному проекту требовалось название, то Валерий взял в немного видоизмененном виде имя египетского архитектора 18 династии и чиновника Сенмута (Сенемута).

## Личная жизнь
Помимо занятий музыкой и египтологии Senmuth занимается фотографией.

## Дискография

### Anima(1996—2005)

#### Альбомы
1. Lost Anima (1998, самостоятельно)
2. Подступы к Озарению (1998, самостоятельно)
3. Связь времен (1998, самостоятельно)
4. Атмосфера (1999, самостоятельно)
5. Внутренний разрыв (1999, самостоятельно)
6. Дороги в Запредельный Мир (1999, самостоятельно)
7. Head-on-collision (1999, самостоятельно)
8. Throwlight (1999, самостоятельно)
9. Odddays (1999, самостоятельно)
10. Overthrow Path (2000, самостоятельно)
11. Inolesco (2000, самостоятельно)
12. Taedim Vitae (2001, самостоятельно)
13. Infernoteque (2001, самостоятельно)
14. Искажение Приоритетов (2001, самостоятельно)
15. Nameless project: не то (2001, самостоятельно)
16. Видимость Вне Поля Зрения (2002, самостоятельно)
17. Aetas of Egypt (2002, самостоятельно)
18. Прикасаясь к опустошению (2002, самостоятельно)
19. Оттенок рассвета (2002, самостоятельно)
20. Technogen Gothic (2002, самостоятельно)
21. Интроверсия (2002, самостоятельно)
22. Avalahche (2003, самостоятельно)
23. Qemt (2003, самостоятельно)
24. Ht K Pth (2005, самостоятельно)

#### Сплит-альбомы
1. Горизонт Отрешения & Разворот (1999, самостоятельно)

#### Сборники
1. Глазами Других (1996, самостоятельно)
2. Закованные Зимой (1997, самостоятельно)
3. Ahet Event (2004, самостоятельно)
4. Mythogenetics (2004, самостоятельно)
5. the Best of (best of 1999—2003) (2008, самостоятельно)

#### Видео
1. Videoworks (2003, самостоятельно)

### Nenasty(2003—2007)
1. …Сны жестоки (2003, Metalism Records)
2. Легенды осени (сингл) (2004)
3. Когда уходят тени (27 апреля 2006 года, Metalism Records)

### Tenochtitlan(2005—2007)
1. Epoch of the Fifth Sun / Эпоха пятого солнца (2005, Metalism Records / American Line Productions)
2. Chac Och-Ut (2006, Metalism Records)
3. Tezcatl (2007, Metalism Records)
4. Нуаль (20 октября 2010 года, самостоятельно)
5. Сотворение Мира (23 июня 2012 года, BadMoonMan Music)

### Bitrayer(2007)
1. Denying Ignorance (2007, самостоятельно)

### Harmahis(2007—2009)
1. Occurrence (2007, самостоятельно)
2. Sa Nagba Imuru (2009, самостоятельно)

### Riders On The Bones (2009—2010)
1. Gambling With Hades (2009, самостоятельно)

### Senmuth (2004 — настоящее время)

#### Альбомы
1. Cognitive Discord (2004, Ixtlan Industries)
2. Izoteri-Ka (2004, Ixtlan Industries)
3. Вдоль Пути к Поднебесной (2004, Ixtlan Industries)
4. Swadhisthana (2004, Ixtlan Industries)
5. Precession (2004, Ixtlan Industries)
6. No More Sense (2005, Ixtlan Industries)
7. RXG-242-11 (2005, Ixtlan Industries)
8. Kami-No-Miti (2005, Ixtlan Industries)
9. NewOldLive (2005, Ixtlan Industries)
10. Oracle Octave Part I: Orion Mystery (2005, Ixtlan Industries)
11. Слишком Долго и Пусто… (2005, Ixtlan Industries)
12. Oracle Octave Part II: Sirius Mystery (2005, Ixtlan Industries)
13. Rajas (2006, Ixtlan Industries)
14. Наследие (2006, Ixtlan Industries)
15. Пробуждая Случайность (2006, Ixtlan Industries)
16. Path to Satiam (2006, Ixtlan Industries)
17. Summarium Symphony (2006, Ixtlan Industries)
18. Со[знание]бытия (2006, Ixtlan Industries)
19. Sacral Land (2006, Ixtlan Industries)
20. Internal Images (2007, Ixtlan Industries)
21. Bark of Ra (16 марта 2007 года, Ixtlan Industries)
22. Evolution: Exodus (2 апреля 2007 года, Ixtlan Industries)
23. Er Hu Peret Em Heru (2007, Ixtlan Industries)
24. Rain Eclipse (июнь 2007, Ixtlan Industries)
25. Morning Depth of the Sunlight & the Emptiness Inside Reason (июнь 2007, Ixtlan Industries)
26. Ra Dhi (2007, Ixtlan Industries)
27. Ancalimon: Gates of Odemyr (2007, самостоятельно)
28. Nature (2007, Ixtlan Industries)
29. Planetary Dust (23 сентября 2007 года, Ixtlan Industries)
30. Calendar Complex (2007, Ixtlan Industries)
31. Contextual (2007, Ixtlan Industries)
32. Резонанс (2 февраля 2008 года, Ixtlan Industries)
33. Light, Sound, Sacral Geometry & Energy (2 февраля 2008 года, Ixtlan Industries)
34. Sthana Ekanta (17 февраля 2008 года, Ixtlan Industries)
35. Интиуатана (10 марта 2008 года, Ixtlan Industries)
36. Aethiopia (4 апреля 2008 года, Ixtlan Industries)
37. Aeonica Monumentarium (31 марта 2008 года, Ixtlan Industries)
38. YanTra Light (2008, Ixtlan Industries)
39. Narration of Time (2008, Ixtlan Industries)
40. Great Oppositions of Mars (2008, Ixtlan Industries)
41. In Archetypes (6 июня 2008 года, Ixtlan Industries)
42. Weird (сентябрь 2008 года, Ixtlan Industries/Casus Belli Musica)
43. Лотос Притяжения (7 октября 2008 года, Ixtlan Industries)
44. KaaraNa (23 октября 2008 года, Ixtlan Industries)
45. Величие и Таинство Кавказских Гор (25 октября 2008 года, Ixtlan Industries)
46. Kemet High Tech. Part I: Artefacts (13 декабря 2008 года, Ixtlan Industries)
47. Kemet High Tech. Part II: History Illusions (16 декабря 2008 года, Ixtlan Industries)
48. Madinat al-Mayyit (14 января 2009 года, Ixtlan Industries)
49. Rstw (27 января 2009 года, самостоятельно)
50. Neocortex (18 февраля 2009 года, самостоятельно)
51. Тишина После Всплеска (19 марта 2009 года, самостоятельно)
52. Ахет Мери Ра (20 июня 2009 года, самостоятельно)
53. Tenha Vuva (31 июля 2009 года, самостоятельно)
54. Zekhenu Uaut Setekh (31 июля 2009 года, самостоятельно)
55. Exouniverse (20 сентября 2009 года, самостоятельно)
56. Себек (31 октября 2009 года, самостоятельно)
57. Chambers (15 января 2010 года, самостоятельно)
58. Секененра (28 февраля 2010 года, самостоятельно)
59. Deathknowledge & Lifeperception (19 марта 2010 года, самостоятельно)
60. Книги Вознесения II (21 апреля 2010 года, самостоятельно)
61. Pat Hof Neu Rog Ene Sis (10 мая 2010 года, самостоятельно)
62. Ankhiteru (18 мая 2010 года, самостоятельно)
63. Nagaratyanta (25 июня 2010 года, самостоятельно)
64. Svara Tiras (12 июля 2010 года, самостоятельно)
65. Хиперперакион (21 июля 2010 года, самостоятельно)
66. Воссоздание Бесконечности (3 сентября 2010 года, самостоятельно)
67. Музыка Странствий (9 сентября 2010 года, самостоятельно)
68. Сердцевина (15 сентября 2010 года, самостоятельно)
69. Ancientonica (06 октября 2010 года, самостоятельно)
70. Синопсис: Запределье (20 октября 2010 года, самостоятельно)
71. The World’s Out-of-place Artefacts I (1 ноября 2010 года, самостоятельно)
72. The World’s Out-of-place Artefacts II (1 ноября 2010 года, самостоятельно)
73. Expanding Architecture (12 ноября 2010 года, самостоятельно)
74. Культ Меритсегер (20 ноября 2010 года, самостоятельно)
75. Mal’akatu (29 ноября 2010 года, самостоятельно)
76. TE-E-MA (12 декабря 2010 года, самостоятельно)
77. Hexeractime (5 марта 2011 года, самостоятельно)
78. Farhakote (28 марта 2010 года, самостоятельно)
79. Enigmatic Nubian Mask (15 апреля 2011 года, самостоятельно)
80. Proscyneme (18 мая 2011 года, самостоятельно)
81. Cryptomnesia of Hidden Art (18 июня 2011 года, самостоятельно)
82. Trm̃mis (13 июля 2011, самостоятельно)
83. Geheimatite (3 августа 2011, самостоятельно)
84. Antiquatorial (18 августа 2011, самостоятельно)
85. Eastextures Of Soundstones (22 сентября 2011, самостоятельно)
86. Б36Ц3нн06Ть Yx0дRщ3Г0 вР3м3NИ (24 января 2012, самостоятельно)
87. Faster-Than-Light, Longer-Than-Eternity (25 января 2012, самостоятельно)
88. Bar-Do Thos-Grol (26 января 2012, самостоятельно)
89. Scientific Obscurantism (7 февраля 2012, самостоятельно)
90. Монумент 6 (8 февраля 2012, самостоятельно)
91. Sen En Mut (9 февраля 2012, самостоятельно)
92. Reliquarynce (1 марта 2012, самостоятельно)
93. M.OMEN.T (2 марта 2012, самостоятельно)
94. Ts`ahk (3 марта 2012, самостоятельно)
95. The Final Eschatology (11 марта 2012, самостоятельно)
96. Болон Окте: Нисхождение (12 марта 2012, самостоятельно)
97. Deep In The Ecumene (18 марта 2012, самостоятельно)
98. The Primordial Deity (15 мая 2012, самостоятельно)
99. Nedjemmet (18 июня 2012, самостоятельно)
100. AMN TF NKHT: Храмовая Певица Иусат Нейтикерт (24 июня 2012, самостоятельно)
101. AMN TF NKHT: Сакральная Магия (25 июня 2012, самостоятельно)
102. AMN TF NKHT: Погребенная Трагедия (26 июня 2012, самостоятельно)
103. Hagwalah (27 июня 2012, самостоятельно)
104. Sacrumental (9 сентября 2012, самостоятельно)
105. Объятия Камней (21 сентября 2012, самостоятельно)
106. Semrük-Bürküt (27 сентября 2012, самостоятельно)
107. Точка Невозврата (14 октября 2012, самостоятельно)
108. 111 111 111 × 111 111 111 (01.01.2013, самостоятельно)
109. Inside the Bent (03.02.2013, самостоятельно)
110. Предзакатный Взор на Земли Папируса (12.03.2013, самостоятельно)
111. Amentsiya (06.04.2013, самостоятельно)
112. [noemaontos] (06.04.2013, самостоятельно)
113. Mistremendum (27.05.2013, самостоятельно)
114. Dиск. Oм. Форт (09.06.2013, самостоятельно)
115. Nomen Est Omen (23.06.2013, самостоятельно)
116. Megiste Syntaxis (30.06.2013, самостоятельно)
117. Seyaat (10.08.2013, самостоятельно)
118. Сатурн. Внутри Стихий (06.10.2013, самостоятельно)
119. Энграмма (24.01.2014, самостоятельно)
120. Snefru, Lord Of Harmony (12.02.2014, самостоятельно)
121. WAB SWT WSRKAF (22.02.2014, самостоятельно)
122. ΑἴΣΘΗΣΙΣ INTEGRA (03.03.2014, самостоятельно)
123. Ethnadjentscore (17.03.2014, самостоятельно)
124. Triassic (22.03.2014, самостоятельно)
125. Jurassic (05.04.2014, самостоятельно)
126. Cretaceous (20.07.2014, самостоятельно)
127. 古 (31.07.2014, самостоятельно)
128. Урочище (24.09.2014, самостоятельно)
129. Archæoheritage (15.10.2014, самостоятельно)
130. Призраки Ахетатона (23.11.2014, самостоятельно)
131. Тени Ахетатона (23.11.2014, самостоятельно)
132. • (11.12.2014, самостоятельно)
133. Engram [instrumental version] (01.01.2015, самостоятельно)
134. Dakhmas (04.01.2015, самостоятельно)
135. Tskhigii (14.01.2015, самостоятельно)
136. Rosetta Mission (20.01.2015, самостоятельно)
137. Nakshatra (01.02.2015, самостоятельно)
138. Ongtupqa (08.02.2015, самостоятельно)
139. Уходбище ‡ Ухожа (15.02.2015, самостоятельно)
140. Хетемит (20.02.2015, самостоятельно)
141. Aeon: Hadean (06.03.2015, самостоятельно)
142. Тамгалан (13.03.2015, самостоятельно)
143. Sacred Word (03.04.2015, самостоятельно)
144. ▲ (01.05.2015, самостоятельно)
145. Nadisamaya(09.05.2015, самостоятельно)
146. Края Дивного Дебри (17.05.2015, самостоятельно)
147. Adoratrice (23.05.2015, самостоятельно)
148. Abyssopelagic (01.06.2015, самостоятельно)
149. Er Wang Dong (18.06.2015, самостоятельно)
150. Cairo Ambient (04.07.2015, самостоятельно)
151. Нефертари Мериэнмут (18.08.2015, самостоятельно)
152. Морена (06.09.2015, самостоятельно)
153. Хрустальный Трек (09.09.2015, самостоятельно)
154. Безлетно (20.09.2015, самостоятельно)
155. Ancestral Serbia (27.09.2015, самостоятельно)
156. Джомо Канг Кар (07.11.2015, самостоятельно)
157. Terriсonique (19.01.2016, самостоятельно)
158. Гнев Бога Хнума (18.02.2016, самостоятельно)
159. Сетепет (13.05.2016, самостоятельно)
160. Trompe-l'œil [with friends part I] (03.06.2016, самостоятельно)
161. Trompe-l'œil [with friends part II] (03.06.2016, самостоятельно)
162. Paraeidolon (14.06.2016, самостоятельно)
163. Mente et Malleo (22.06.2016, самостоятельно)
164. Continent VI (21.07.2016, самостоятельно)
165. Pangaea Ultima (31.07.2016, самостоятельно)
166. Chrysopoeia (01.09.2016, самостоятельно)
167. В Царстве Пещер (24.09.2016, самостоятельно)
168. Sicituradastra (17.10.2016, самостоятельно)
169. Eye of the Sahara (19.11.2016, самостоятельно)
170. Ахау (19.12.2016, самостоятельно)
171. Kushite (01.01.2017, самостоятельно)
172. Napatan (01.01.2017, самостоятельно)
173. Meroitic (01.01.2017, самостоятельно)
174. Храм Менмаатра • Abdju Temple of Seti I (17.02.2017, самостоятельно)
175. Храм Менмаатра • Ib Em Hotep Em Abdju (17.02.2017, самостоятельно)
176. Храм Менмаатра • Osireion (17.02.2017, самостоятельно)
177. In Core of Great Attractor (24.01.2017, самостоятельно)
178. Father Sky-God (05.03.2017, самостоятельно)
179. Hanblicheyapi (27.03.2017, самостоятельно)
180. Пета-ови Ханкешни (27.03.2017, самостоятельно)
181. Пастбище Призрачных Туров (14.08.2017, самостоятельно)
182. Палеоконтинент (01.09.2017, самостоятельно)
183. Мезопамять (27.09.2017, самостоятельно)
184. Несуществующий Альбом (13.10.2017, самостоятельно)
185. ΞnDogΞnΞs (29.10.2017, самостоятельно)
186. Otlalticpac (04.11.2017, самостоятельно)
187. Сihuatlamacazque (15.11.2017, самостоятельно)
188. Tlamictiliztli (15.12.2017, самостоятельно)

#### Мини-альбомы
1. Книги Вознесения I (23 марта 2010 года, самостоятельно)
2. 29.03.2010 (6 апреля 2010 года, самостоятельно)
3. AMN TF NKHT: Тайна Саккарского Захоронения (пролог) (23 июня 2012, самостоятельно)
4. End [?] Сorrelation (11.12.2012, самостоятельно)
5. με oν (06.05.2013, самостоятельно)
6. The Cosmogonic Suite (06.02.2014, самостоятельно)
7. Paleognosis? (08.02.2014, самостоятельно)
8. Ostrakon (02.11.2014, самостоятельно)

#### Синглы
1. Ser Cercana (2007, Ixtlan Industries)
2. Меритнейт (6 апреля 2009 года, самостоятельно)
3. Аменемхет III (27 октября 2009 года, самостоятельно)
4. Khmerian (17 июня 2010 года, самостоятельно)
5. Цепи над Небесами (23.07.2013, самостоятельно)
6. Shepseskaf’s Chronicle (29.05.2014, самостоятельно)
7. Гори, История! (22.07.2014, самостоятельно)
8. Коатликуэ, Богиня Земли и Огня (15.12.2014, самостоятельно)
9. Mocochitia (03.04.2015, самостоятельно)
10. Work Like An Egyptian (03.04.2015, самостоятельно)
11. Мудрость Хорджедефа (03.04.2015, самостоятельно)
12. Crosswind Torment (03.04.2015, самостоятельно)
13. Wingsuit (23.02.2015, самостоятельно)
14. Унас, Обретающий Силу Богов (03.04.2015, самостоятельно)
15. Сон Императора Тайхао (05.05.2015, самостоятельно)
16. Nemerteya (01.06.2015, самостоятельно)
17. Tempos de Liberdade (08.06.2015, самостоятельно)
18. Песни Наших Отцов (09.06.2015, самостоятельно)
19. Змајевски Jезик (26.06.2015, самостоятельно)
20. Tarawera (19.07.2015, самостоятельно)
21. Cracked Mirror (18.08.2015, самостоятельно)
22. Текумсе (12.10.2015, самостоятельно)
23. Пентаур (01.12.2015, самостоятельно)
24. Падиаменопе (18.02.2016, самостоятельно)
25. Аахеперра Псусеннес (18.03.2015, самостоятельно)
26. Амену Секхем, Память Песков (21.12.2017, самостоятельно)

#### Сборники & ремиксы
1. From Saturn to Uranium (2006, Ixtlan Industries)
2. Life of Songs (2007, самостоятельно)
3. Songs of Life (2007, самостоятельно)
4. E.D.I.E.M. (26 декабря 2009 года, самостоятельно)
5. Шема Тауи (16 августа 2010 года, самостоятельно)
6. Аменти (21 сентября 2010 года, самостоятельно)
7. The World’s Out-of-place Artefacts III (1 ноября 2010 года, самостоятельно)
8. The World’s Out-of-place Artefacts IV (1 ноября 2010 года, самостоятельно)
9. Anumana (11.12.2012, самостоятельно)
10. Unreminiscence (11.12.2012, самостоятельно)
11. Emptyness Silence (11.12.2012, самостоятельно)
12. Многомерность Иллюзий (11.12.2012, самостоятельно)
13. Voices of Revelation (11.12.2012, самостоятельно)
14. Umwelt (11.12.2012, самостоятельно)
15. Lightshiftuniverse (11.12.2012, самостоятельно)
16. Travellacirotsih (11.12.2012, самостоятельно)
17. Песни Арфиста (11.12.2012, самостоятельно)
18. Gerekh-en-Haty (11.12.2012, самостоятельно)
19. Необратимость Исканий (11.12.2012, самостоятельно)
20. Борьба за Познание (11.12.2012, самостоятельно)
21. Безмолвное Наследие (11.12.2012, самостоятельно)
22. Sobek (01.01.2016, самостоятельно)
23. Seqenenre (01.01.2016, самостоятельно)